# Eutaenia formosana
Eutaenia formosana är en skalbaggsart som beskrevs av Masaki Matsushita 1941. Eutaenia formosana ingår i släktet Eutaenia och familjen långhorningar.
Artens utbredningsområde är Taiwan. Inga underarter finns listade i Catalogue of Life.